# Wandering
Wandering è una città situata nella regione di Wheatbelt, in Australia Occidentale; essa si trova 120 chilometri a sud-est di Perth ed è la sede della Contea di Wandering. Al censimento del 2006 contava 355 abitanti.